# Maison professe de Paris
Ne doit pas être confondu avec le noviciat des Jésuites de Paris qui se trouvait rive gauche.
La Maison professe des Jésuites était, à Paris, une maison construite par les Jésuites de la rue Saint-Antoine, dans le quartier du Marais. Les locaux, situés entre la rue Saint-Paul, la rue Saint-Antoine et la rue Charlemagne, sont occupés aujourd’hui par le lycée Charlemagne.
Cette Maison professe avait vocation à accueillir les théologiens et scientifiques. Elle se trouvait dans un quartier habité par la noblesse. L'église Saint-Louis (aujourd’hui église Saint-Paul-Saint-Louis), dite « église des Jésuites », fut construite à proximité.

## Histoire
En 1580, le cardinal de Bourbon acheta à la duchesse de Montmorency l'hôtel de La Rochepot et le donna aux Jésuites. Ils y installèrent leur maison professe et y construisirent en 1582 une petite chapelle dédiée à saint Louis.
Lors de l'expulsion des Jésuites de 1594 à la suite de l'attentat de Jean Châtel, la maison professe fut donnée aux Jéronymites, qui ne la gardèrent pas longtemps car Henri IV y installa en 1597 différents artistes, entre autres un tapissier nommé Laurent, le sculpteur Barthélemy Tremblay, et le peintre Toussaint Dubreuil.
Les Jésuites reprirent possession de leur maison en 1606, et décidèrent de l'agrandir. Ils achetèrent différentes maisons adjacentes en 1618 et 1619, les hôtels de Champforêt et de Ville-Gagnon en 1626, et, de l'autre côté de l'enceinte de Philippe-Auguste, l'hôtel de la Barre en 1629.
Entre 1627 et 1647, ils élevèrent à l'emplacement de l'hôtel de la Barre le bâtiment principal de la Maison professe, et à l'emplacement de l'hôtel de La Rochepot leur nouvelle chapelle, aujourd'hui église Saint-Paul-Saint-Louis. 
Cette maison fut la demeure des confesseurs des rois, dont le père de La Chaize, confesseur de Louis XIV pendant 34 ans, de prédicateurs tels que Bourdaloue et Ménestrier, ou de Marc-Antoine Charpentier, maître de musique au service des Jésuites.
Dans les années 1760, les bâtiments furent désertés à la suite de l'expulsion des Jésuites sous le ministère du duc de Choiseul.
En 1767, les Génovéfains du Val-des-Écoliers acquirent l'ensemble pour 400 000 livres et le renommèrent « Prieuré royal de Saint-Louis de la Couture ». Ils en louèrent la grande bibliothèque à la ville de Paris.
Après la Révolution française, les bâtiments et la chapelle de la maison professe sont séparés : en 1797, les bâtiments deviennent l'École centrale de la rue Saint-Antoine, futur lycée Charlemagne, tandis qu'en 1802, la chapelle devint église paroissiale sous le nom de Saint-Paul-Saint-Louis. L'ancienne porte de communication entre les deux est murée en 1842, après avoir longtemps servi à l'entrée des professeurs et des élèves le jour de la messe du Saint-Esprit.